# Mycetophila brunnescens
Mycetophila brunnescens är en tvåvingeart som beskrevs av Freeman 1951. Mycetophila brunnescens ingår i släktet Mycetophila och familjen svampmyggor. Inga underarter finns listade i Catalogue of Life.